# Jeanette Vantze Rosengren
Ann Jeanette Vantze Rosengren, född 7 november 1967, är en svensk författare och förläggare och före detta fotbollsspelare.
Jeanette Vantze Rosengren är uppvuxen i Malmö och har sedan 1984 varit verksam i Malmö FF:s Damlag (numera FC Rosengård), under 1990-talet som lagledare, och har flera SM-guld som ledare. Hon har också länge verkat som frilansjournalist och tidigare inom bibliotekssektorn. År 2001 var hon redaktör för MFF:s Damlags 30-årsjubileumsbok De söta ljusblå kickande kickorna. Därefter studerade hon historia vid Malmö högskola och började skriva en romantrilogi för barn utifrån personer och händelser ur  Malmös historia: Den hemliga tunneln (2005), Truls och silverskatten (2007), Fru Citze och häxans dotter (2008). 
År 2007 startade hon det egna oberoende Kira förlag med fokus på författare från Öresundsregionen. 2008 var hon redaktör och medförfattare till Frisyrtrauman där 29 kända och okända svenskar skriver roliga historier från frisörstolen, däribland Morgan Alling, Mian Lodalen, Horace Engdahl, Gustav Fridolin, Ann-Christine Bärnsten, Elisabeth Leidinge och Behrang Miri.
Hon medverkar också i podcasten A du! som handlar om Malmö, tillsammans med Kalle Lind.